# VDL 그룹
VDL 그룹(네덜란드어: VDL Groep)은 네덜란드의 기업 집단이다. 본사는 네덜란드 노르트브라반트주 에인트호번에 위치하고 있으며, 1953년에 설립되었다. 2017년 기준으로 16,137명의 직원을 보유하고 있다.

## 관련 계열사
- VDL 네덜카
- VDL 버스 & 코치
- VDL 벌코프
- VDL 보바
- 욘케레